# UCI World Tour 2021
De UCI World Tour 2021 was de elfde editie van deze internationale wielercompetitie die georganiseerd werd door de UCI.

## Ploegen
Dit seizoen waren er negentien ploegen die in alle wedstrijden mochten starten. NTT Pro Cycling ging verder onder de naam Team Qhubeka-ASSOS, Mitchelton-Scott als Team BikeExchange en Team Sunweb als Team DSM. Intermarché-Wanty-Gobert Matériaux nam de plek in van het gestopte CCC Team.
| Ploeg                              | Land                         | Renners | Fietsmerk        | UCI-Code | Sinds |
| ---------------------------------- | ---------------------------- | ------- | ---------------- | -------- | ----- |
| AG2R-Citroën                       | Frankrijk                    | 30      | BMC              | ACT      | 2000  |
| Astana-Premier Tech                | Kazachstan                   | 31      | Wilier Triestina | AST      | 2005  |
| Bahrain Victorious                 | Bahrein                      | 28      | Merida           | TBV      | 2017  |
| BORA-hansgrohe                     | Duitsland                    | 29      | Specialized      | BOH      | 2010  |
| Cofidis, Solutions Crédits         | Frankrijk                    | 29      | De Rosa          | COF      | 1997  |
| Deceuninck–Quick-Step              | België                       | 30      | Specialized      | DQT      | 2003  |
| EF Education-Nippo                 | Verenigde Staten             | 30      | Cannondale       | EFN      | 2005  |
| Groupama-FDJ                       | Frankrijk                    | 30      | Lapierre         | GFC      | 1997  |
| INEOS Grenadiers                   | Verenigd Koninkrijk          | 31      | Pinarello        | IGD      | 2010  |
| Intermarché-Wanty-Gobert Matériaux | België                       | 29      | CUBE             | IWG      | 2008  |
| Israel Start-Up Nation             | Israël                       | 32      | Factor           | ISN      | 2015  |
| Lotto Soudal                       | België                       | 27      | Ridley           | LTS      | 1985  |
| Movistar Team                      | Spanje                       | 29      | Canyon           | MOV      | 2004  |
| Team BikeExchange                  | Australië                    | 27      | Bianchi          | BEX      | 2012  |
| Team DSM                           | Duitsland                    | 31      | Scott            | DSM      | 1998  |
| Team Jumbo-Visma                   | Nederland                    | 28      | Cervélo          | TJV      | 1996  |
| Team Qhubeka NextHash              | Zuid-Afrika                  | 27      | BMC              | TQA      | 2007  |
| Trek-Segafredo                     | Verenigde Staten             | 29      | Trek             | TFS      | 2010  |
| UAE Team Emirates                  | Verenigde Arabische Emiraten | 29      | Colnago          | UAD      | 1992  |

## Wedstrijden
In de oorspronkelijke planning maakten 35 wedstrijden deel uit van de UCI World Tour-kalender. In verband met de coronapandemie werd er een streep gehaald door de Tour Down Under, de Cadel Evans Great Ocean Road Race, de EuroEyes Cyclassics, de GP van Quebec, de GP van Montreal en de Ronde van Guangxi. Om dezelfde reden werd Parijs-Roubaix van april naar oktober verplaatst.
De World Tour ving aan met de UAE Tour die van 21 tot en met 27 februari plaatsvond en eindigde met de Ronde van Lombardije op 9 oktober. Twee wedstrijden waren van de kalender verdwenen: de Ronde van Californië en de RideLondon Classic, al werden die in 2020 ook al niet verreden vanwege de coronacrisis. De Ronde van Frankrijk werd een week vervroegd om ruimte te maken voor de Olympische wegwedstrijd, die anders tegelijk met de voorlaatste etappe van de Tour verreden zou worden. Ook de Ronde van Spanje werd vervroegd. De UCI hoopte op die manier de overgang tussen de Ronde van Spanje, het Europees kampioenschap en het wereldkampioenschap te verbeteren.
De volgende wedstrijden maakten in 2021 deel uit van de UCI World Tour:
| Datum                   | Koers                                     | Winnaar               | Winnaar               | Klassementsleider tussenstand UCI-ranking | Ploegenklassement UCI-ranking |
| ----------------------- | ----------------------------------------- | --------------------- | --------------------- | ----------------------------------------- | ----------------------------- |
| 19–24 januari           | Tour Down Under                           | N.v.t.                | N.v.t.                | Primož Roglič                             | AG2R-Citroën                  |
| 31 januari              | Cadel Evans Great Ocean Road Race         | N.v.t.                | N.v.t.                | Primož Roglič                             | AG2R-Citroën                  |
| 21–27 februari          | Ronde van de Verenigde Arabische Emiraten | Tadej Pogačar         | UAE Team Emirates     | Primož Roglič                             | Deceuninck–Quick-Step         |
| 27 februari             | Omloop Het Nieuwsblad                     | Davide Ballerini      | Deceuninck–Quick-Step | Primož Roglič                             | Deceuninck–Quick-Step         |
| 6 maart                 | Strade Bianche                            | Mathieu van der Poel  | Alpecin-Fenix         | Primož Roglič                             | Deceuninck–Quick-Step         |
| 7–14 maart              | Parijs-Nice                               | Maximilian Schachmann | BORA-hansgrohe        | Primož Roglič                             | Deceuninck–Quick-Step         |
| 10–16 maart             | Tirreno-Adriatico                         | Tadej Pogačar         | UAE Team Emirates     | Primož Roglič                             | Deceuninck–Quick-Step         |
| 20 maart                | Milaan-San Remo                           | Jasper Stuyven        | Trek-Segafredo        | Primož Roglič                             | Deceuninck–Quick-Step         |
| 24 maart                | Driedaagse Brugge-De Panne                | Sam Bennett           | Deceuninck–Quick-Step | Primož Roglič                             | Deceuninck–Quick-Step         |
| 26 maart                | E3 Saxo Bank Classic                      | Kasper Asgreen        | Deceuninck–Quick-Step | Primož Roglič                             | Deceuninck–Quick-Step         |
| 28 maart                | Gent-Wevelgem                             | Wout van Aert         | Team Jumbo-Visma      | Primož Roglič                             | Deceuninck–Quick-Step         |
| 22–28 maart             | Ronde van Catalonië                       | Adam Yates            | INEOS Grenadiers      | Primož Roglič                             | Deceuninck–Quick-Step         |
| 31 maart                | Dwars door Vlaanderen                     | Dylan van Baarle      | INEOS Grenadiers      | Primož Roglič                             | Deceuninck–Quick-Step         |
| 4 april                 | Ronde van Vlaanderen                      | Kasper Asgreen        | Deceuninck–Quick-Step | Primož Roglič                             | Deceuninck–Quick-Step         |
| 5–10 april              | Ronde van het Baskenland                  | Primož Roglič         | Team Jumbo-Visma      | Primož Roglič                             | Deceuninck–Quick-Step         |
| 18 april                | Amstel Gold Race                          | Wout van Aert         | Team Jumbo-Visma      | Primož Roglič                             | Deceuninck–Quick-Step         |
| 21 april                | Waalse Pijl                               | Julian Alaphilippe    | Deceuninck–Quick-Step | Primož Roglič                             | Deceuninck–Quick-Step         |
| 25 april                | Luik-Bastenaken-Luik                      | Tadej Pogačar         | UAE Team Emirates     | Primož Roglič                             | Deceuninck–Quick-Step         |
| 27 april–2 mei          | Ronde van Romandië                        | Geraint Thomas        | INEOS Grenadiers      | Primož Roglič                             | Deceuninck–Quick-Step         |
| 8 mei–30 mei            | Ronde van Italië                          | Egan Bernal           | INEOS Grenadiers      | Primož Roglič                             | Deceuninck–Quick-Step         |
| 30 mei–6 juni           | Critérium du Dauphiné                     | Richie Porte          | INEOS Grenadiers      | Primož Roglič                             | INEOS Grenadiers              |
| 6–13 juni               | Ronde van Zwitserland                     | Richard Carapaz       | INEOS Grenadiers      | Primož Roglič                             | INEOS Grenadiers              |
| 26 juni–18 juli         | Ronde van Frankrijk                       | Tadej Pogačar         | UAE Team Emirates     | Primož Roglič                             | INEOS Grenadiers              |
| 31 juli                 | Clásica San Sebastián                     | Neilson Powless       | EF Education-Nippo    | Tadej Pogačar                             | INEOS Grenadiers              |
| 9–15 augustus           | Ronde van Polen                           | João Almeida          | Deceuninck–Quick-Step | Tadej Pogačar                             | INEOS Grenadiers              |
| 14 augustus–5 september | Ronde van Spanje                          | Primož Roglič         | Team Jumbo-Visma      | Tadej Pogačar                             | INEOS Grenadiers              |
| 15 augustus             | EuroEyes Cyclassics                       | N.v.t.                | N.v.t.                | Tadej Pogačar                             | INEOS Grenadiers              |
| 29 augustus             | Bretagne Classic                          | Benoît Cosnefroy      | AG2R-Citroën          | Tadej Pogačar                             | INEOS Grenadiers              |
| 30 augustus-5 september | / Benelux Tour                            | Sonny Colbrelli       | Bahrain-Victorious    | Tadej Pogačar                             | INEOS Grenadiers              |
| 10 september            | Grote Prijs van Quebec                    | N.v.t.                | N.v.t.                | Tadej Pogačar                             | INEOS Grenadiers              |
| 12 september            | Grote Prijs van Montreal                  | N.v.t.                | N.v.t.                | Tadej Pogačar                             | INEOS Grenadiers              |
| 19 september            | Eschborn-Frankfurt                        | Jasper Philipsen      | Alpecin-Fenix         | Wout van Aert                             | INEOS Grenadiers              |
| 11 april 3 oktober      | Parijs-Roubaix                            | Sonny Colbrelli       | Bahrain-Victorious    | Tadej Pogačar                             | INEOS Grenadiers              |
| 9 oktober               | Ronde van Lombardije                      | Tadej Pogačar         | UAE Team Emirates     | Tadej Pogačar                             | Deceuninck–Quick-Step         |
| 14–19 oktober           | Ronde van Guangxi                         | N.v.t.                | N.v.t.                | Tadej Pogačar                             | Deceuninck–Quick-Step         |

Ronde van de Verenigde Arabische Emiraten ·
Omloop Het Nieuwsblad ·
Strade Bianche ·
Parijs-Nice · 
Tirreno-Adriatico · 
Milaan-San Remo ·
Ronde van Catalonië ·
Driedaagse Brugge-De Panne ·
E3 Saxo Bank Classic ·
Gent-Wevelgem ·
Dwars door Vlaanderen ·
Ronde van Vlaanderen ·
Ronde van het Baskenland ·
Amstel Gold Race ·
Waalse Pijl ·
Luik-Bastenaken-Luik ·
Ronde van Romandië ·
Ronde van Italië ·
Critérium du Dauphiné ·
Ronde van Zwitserland ·
Ronde van Frankrijk ·
Clásica San Sebastián ·
Ronde van Polen ·
Bretagne Classic ·
Benelux Tour ·
Ronde van Spanje ·
Eschborn-Frankfurt ·
Parijs-Roubaix ·
Ronde van Lombardije
Afgelaste wedstrijden: Tour Down Under · Great Ocean Road Race · EuroEyes Cyclassics · GP van Quebec · GP van Montreal · Ronde van Guangxi
2011 · 2012 · 2013 · 2014 · 2015 · 2016 · 2017 · 2018 · 2019 · 2020 · 2021 · 2022 · 2023 · 2024 · 2025
Tour Down Under · Great Ocean Road Race · Ronde van de Verenigde Arabische Emiraten · Omloop Het Nieuwsblad · Strade Bianche · Parijs-Nice · Tirreno-Adriatico · Milaan-San Remo · Ronde van Catalonië · Classic Brugge-De Panne · E3 Harelbeke · Gent-Wevelgem · Dwars door Vlaanderen · Ronde van Vlaanderen · Ronde van het Baskenland · Parijs-Roubaix · Amstel Gold Race · Waalse Pijl · Luik-Bastenaken-Luik · Ronde van Romandië · Eschborn-Frankfurt · Ronde van Italië · Ronde van Auvergne-Rhône-Alpes · Ronde van Zwitserland · Copenhagen Sprint · Ronde van Frankrijk · Clásica San Sebastián · Ronde van Polen · Cyclassics Hamburg · Renewi Tour · Ronde van Spanje · Bretagne Classic · GP van Québec · GP van Montréal · Ronde van Lombardije · Ronde van Guangxi
Alpecin-Deceuninck · Arkéa-B&B Hotels · Bahrain-Victorious · Cofidis · Decathlon AG2R La Mondiale Team · EF Education-EasyPost · Groupama-FDJ · INEOS Grenadiers · Intermarché-Wanty · Lidl-Trek · Movistar Team · Red Bull-BORA-hansgrohe · Soudal Quick-Step · Jayco AlUla · Picnic PostNL · UAE Team Emirates-XRG · Visma-Lease a Bike · XDS Astana Team
Zie ook: UCI World Tour 2025 · Continental Circuits